# اوهلدینگن-موهلهوفن
اوهلدینگن-موهلهوفن (به آلمانی: Uhldingen-Mühlhofen) یک شهر در آلمان است که در بودنسیکرایس واقع شده‌است. اوهلدینگن-موهلهوفن ۸٬۰۰۳ نفر جمعیت دارد.